# Хурумпауль
Хурумпау́ль (рос. Хурумпауль) — присілок у складі Березовського району Ханти-Мансійського автономного округу Тюменської області, Росія. Входить до складу Саранпаульського сільського поселення.
Населення — 15 осіб (2010, 53 у 2002).
Національний склад станом на 2002 рік: мансі — 98 %.